# Gare centrale d'Ängelholm
La gare centrale d’Ängelholm (suédois : Ängelholms Centralstation) est une gare ferroviaire suédoise à Ängelholm. Elle se trouve environ à 600 mètres du centre-ville Ängelholm .

## Situation ferroviaire
La gare se trouve sur  la Västkustbanan, ligne de la côte ouest du pays . 

## Service des voyageurs
La gare offre un restaurant ferroviaire depuis son ouverture. Le restaurant est toujours ouvert en 2016, mais en mains privées .